# علي السمان
عليّ السمَّان هو صحفي ومُفكَّر مصري اشتهر بنشاطاته في مجال الدعوة لِلحوار بين الأديان. وُلد سنة 1929 بِحي المنيل بِالقاهرة، وتلقَّى تعليمه الجامعي الأول في مصر حيثُ حصل على ليسانس الحقوق من جامعة الإسكندريَّة عام 1953، ثم دبلومة الدراسات العليا في القانون الدولي والعلوم السياسية من جامعة غرينوبل في فرنسا عام 1956، وبعدها الدكتوراه في القانون والعلوم السياسية من جامعة باريس عام 1966. عمل بالصحافة في بداية حياته العمليَّة حتى عينه الرئيس المصري مُحمَّد أنور السادات مُستشارًا للإعلام الخارجي، بين عامي 1972 و1974.
تنقل في العديد من المناصب خلال حياته، فتولَّى نيابة رئاسة اللجنة الدائمة للأزهر للحوار بين الأديان السماويَّة، ومُستشار شيخ الأزهر لحوار الأديان، ورئيس لجنة الحوار والعلاقات الإسلاميَّة بالمجلس الأعلى للشؤون الإسلامية، وكان آخر منصب له رئيس الاتحاد الدولي لحوار الثقافات والأديان وتعليم السلام (أديك). أجاد السمَّان الإنگليزيَّة والفرنسيَّة إلى جانب لُغته العربيَّة، وكتب مقالات للعديد من الصُحف العربيَّة والأجنبيَّة، كما صدرت له أبحاث في مجالات مُختلفة، ومن مؤلفاته كتاب «من ثورةٍ إلى أُخرى: مُذكرات مُواطن مُلتزم في عهد عبد الناصر والسادات ومُبارك».
تُوفي السمَّان يوم الخميس في 3 آب (أغسطس) 2017 في باريس عن عُمر 87 سنة.

## بداياته
وُلد علي السمَّان في حي المنيل بِالقاهرة يوم 18 كانون الأوَّل (ديسمبر) 1929. تُوفي والده قبل أن يبلغ عامه الثاني، فانتقل مع والدته إلى مدينة طنطا. وبعد مضي سنتين تُوفيت والدته أيضًا، وهو لم يبلغ الأربع سنوات بعد، فتولَّت تربيته جدته لأمه. التحق السمَّان بِمدرسة الأقباط الابتدائية بطنطا، وكان لِسنوات دراسته فيها تأثير على تكوين شخصيَّته ودفعه للعمل في مجال الدعوة إلى حوار الأديان لاحقًا. بعد انتهاء دراسته الابتدائيَّة التحق بِمدرسة طنطا الثانويَّة، وبدأ اهتمامه بِالعمل الوطني في تلك الفترة، إذ شارك في تكوين مجموعة في تنشيط العمل الوطني ضد البريطانيين وهو في المرحلة الثانوية وشارك في شراء قنابل مُخصصة لِإيقاع تفجيرات ضدهم. وفي سنة 1951 كوَّن مع زملائه في الجامعة كتيبة «أحمد عُرابي»، التي كانت مُهمتها إرسال الفدائيين لِقناة السويس، ضد البريطانيين، واستمر ذلك العمل حتى وقعت ثورة الضُبَّاط الأحرار على النظام الملكي في سنة 1952. وكان السمَّان من أوائل من أيَّدوا الثورة، وانضم إليها بإعلانٍ رسميٍّ مع 40 شابًا جامعيًّا و5 أساتذة، وذلك في 24 تمُّوز (يوليو). خِلال تلك الفترة، انشقَّ السمَّان عن جماعة الإخوان المُسلمين بعد أن كان قد مال إليهم فكريًّا وهو ما يزال طالبًا في الإعداديَّة، أمَّا سبب انشقاقه فأُشير إلى أنه كان بسبب حادثة اغتيال القاضي أحمد الخازندار، التي اتُهم بِتنفيذها أعضاء من جماعة الإخوان.

## تعليمه الجامعي
التحق السمَّان بِكُليَّة الحُقُوق بِجامعة الإسكندريَّة ليتخرج فيها عام 1953، ليلتحق بعدها بدبلومة الدراسات العُليا في القانون الدولي العام والعُلُوم السياسيَّة بِجامعة غرينوبل بِفرنسا، وبعدها حصل على دبلومة الدراسات العُليا في العُلُوم السياسيَّة، من الجماعة ذاتها، ليحصل عام 1966 على دكتوراة الدولة في القانون والعُلُوم السياسيَّة، من جامعة باريس.

## المناصب التي شغلها
تولَّى السمَّان عدَّة مناصب خِلال حياته، منها: أمين عام الجمعية المصريَّة الأوروپيَّة للإعلام الاقتصادي ومقرها الرئيسي بِسويسرا، ورئيس لجنة الحوار والعلاقات الإسلاميَّة بالمجلس الأعلى لِلشؤون الإسلاميَّة، ورئيس مجلس إدارة نوكيا سيمنز للشبكات في مصر، ومُستشار شيخ الأزهر مُحمَّد سيِّد الطنطاوي لِشؤون الحوار، ونائب رئيس اللجنة الدائمة للأزهر لِلحوار بين الأديان السماويَّة، ورئيس وكالة أنباء الشرق الأوسط، ورئيس منطقة غرب أوروپَّا لإتحاد الإذاعة والتلفزيون، ومُدير مكتب رئيس الوزراء لِمشروعات البُنية الأساسيَّة، ومُستشار الرئيس مُحمَّد أنور السادات لِلإعلام الخارجي، والمسؤول عن الإعلام الخارجي بِرئاسة الجُمهُوريَّة المصريَّة في الفترة المُمتدَّة بين سنتيّ 1972 إلى 1974.

## أفكاره وآراؤه
دار جزءٌ كبيرٌ من دراساته ومقالاته حول الطائفيَّة، بعد أن شهد أحداث عنف مُختلفة بين الأقباط والمُسلمين خِلال حياته، وقد أرجع السمَّان هذه الأحداث إلى الجهل المُنتشر في المُجتمع المصري، بِجانب البلطجة، ورفض إدارة هذه المُشكلة ومُخاطبتها بِالأُسلوب الأمني، لأنها تُزيدها تفاقمًا، واعتبر أنَّ إدارتها لا بُد أن تتم بأجهزة مدنيَّة. كما اعتبر السمَّان أنَّ العلمانيَّة هي الحل الأنسب لإصلاح المُجتمعات العربيَّة، ووسيلة الحوار بين الأديان، وأشار أنَّ العرب فهموها بِشكلٍ خاطئ، إذ تداخلت الكلمة مع الإلحاد مما سبب لبسًا لدى المُوطن العربي العادي.